# Catarina (Guatemala)
Catarina é uma município da Guatemala localizado no departamento de San Marcos.